# Piazza Vecchia
Piazza Vecchia (in bergamasco Piassa Ègia) è la piazza di Bergamo posta sulla parte alta della città, sede per molti secoli dell'attività politica e civile cittadina anticamente chiamata platea magna nova. La piazza è collegata attraverso il porticato del palazzo della Ragione con la platea Sancti Vincentii, diventata piazza del Duomo.

## Storia

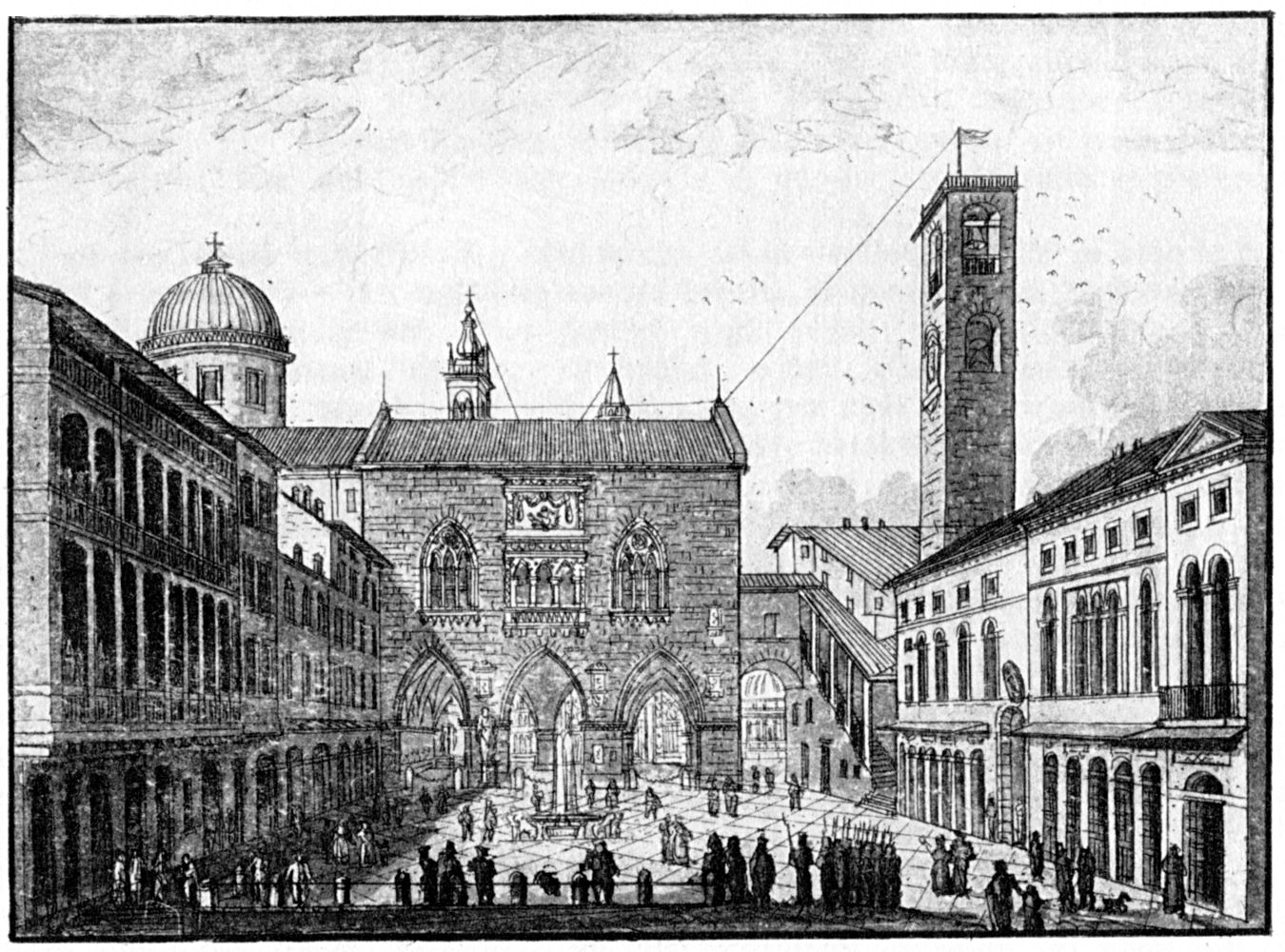
Piazza Vecchia (incisione del 1843) di Giuseppe Berlendis

La piazza si trova sul vecchio foro romano. Gli scavi eseguiti presso la biblioteca civica Angelo Mai, hanno riportato alla luce l'antico cardo che percorreva questa area. Dal XI secolo la piazza era occupata da abitazioni e tuguri. Dal XIII secolo iniziò la bonifica della zona, con la demolizione di strutture fatiscenti e il collegamento con la piazzetta di san Michele all'Arco, e solo con il medioevo divenne il centro cittadino, con la costruzione del Palazzo della Ragione nel XII secolo sede del comune.
Gli edifici che la circondano furono edificati a partire dal XV secolo dando alla piazza la forma geometrica rettangolare quasi perfetta, portandola a diventare con l'attigua piazza Duomo il centro monumentale più importante di Bergamo.
Tra i tanti eventi che videro la piazza come protagonista ve ne è uno particolare, la cui documentazione è conservata nella biblioteca Angelo Mai. Il 19 febbraio 1511 il massarolo certo Angelo da Vertova, aveva inoltrato all'amministrazione del comune il costo dell'impiccagione e messa al rogo di un condannato chiamato de Rocha. Nel 1511 il territorio cittadino era stato occupato dai francesi, e, considerato che l'impiccagione era una condanna molto grave, si può pensare che fu una condanna minore ma commutata per motivi politici. È probabile che l'impianto della forca fosse stabile sulla piazza che viene citata come la piazza, quindi la più importante della città. Il documento descrive in maniera minuta non solo l'impiccagione con corde e reforzino, ma anche la bayta in legno che fu costruita per poter proseguire alla cremazione. Sono indicati l'acquisto di paliferio per far el buso in piaza che dovevano creare i fori nella pavimentazione, dove venivano fissati i pali di legno che dovevano reggere il tetto composto da piccoli rami di larice dove veniva posto il condannato. L'interno di quella struttura era riempita con paglia e fieno così che creasse un buon fuoco che veniva tenuto attivo dal boia con un forcone. La cenere rimasta veniva raccolta e portata nel monastero di San Francesco per la sepoltura. Il tutto è documentato a un costo di Lire 16,3.

## Descrizione

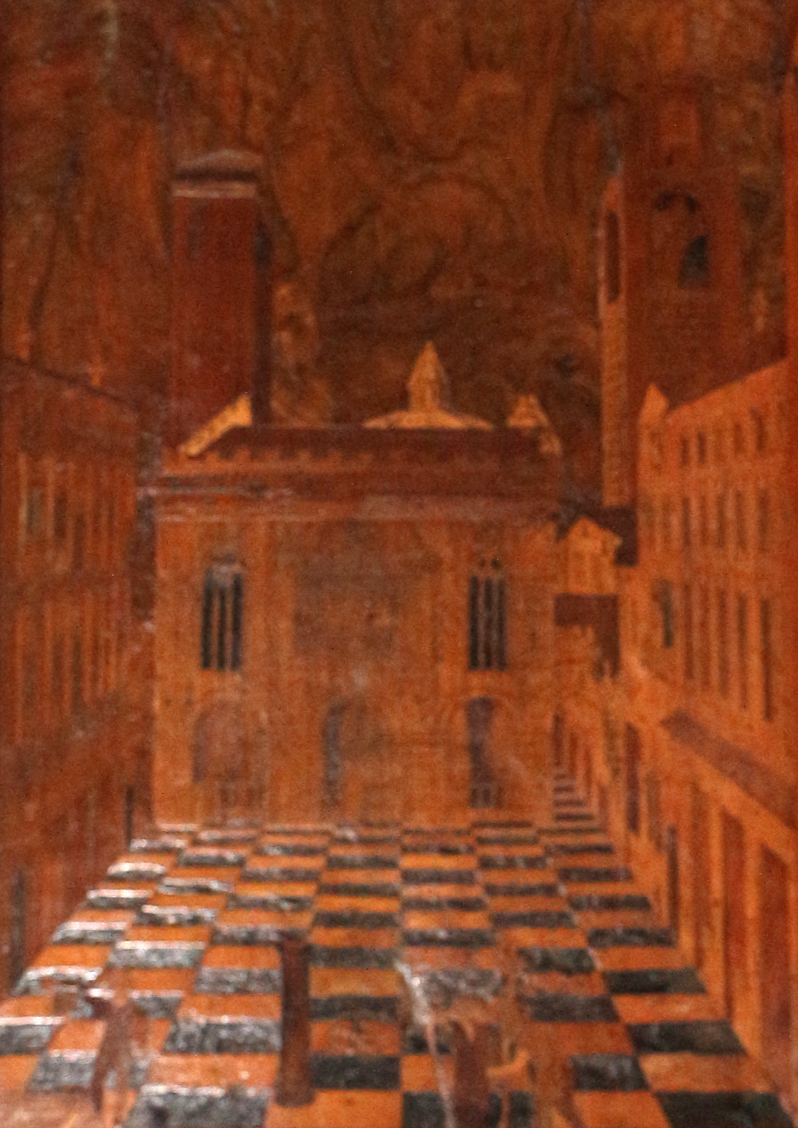
Tarsia del XV secolo raffigurante la piazza di Fra Damiano Zambelli

La piazza è situata al centro di città alta, nella parte racchiusa dalle mura veneziane; dalla forma rettangolare quasi perfetta ed è una delle piazze più importanti di Bergamo, essendo stata per secoli il centro politico della città orobica. Da quando la sede degli uffici pubblici venne spostata nella parte bassa della città per agevolare il rapporto degli amministratori ai cittadini, la piazza e i suoi edifici sono diventati attrattiva turistica e sede di musei. Alla sua destra si trova la biblioteca Angelo Mai, che ospita oltre 600 volumi e molteplici fondazioni, e a sinistra si trovano il Palazzo della Ragione con la sala delle capriate che ospita mostre d'arte, e il Palazzo del Podestà con il museo storico, oltre al Campanone.
L'antica pavimentazione era a scacchi bianchi e neri, come viene rappresentata in alcune tele e nella tarsia di fra Damiano Zambelli per il coro della chiesa di Santo Stefano. Nel Settecento venne modificata con una nuova pavimentazione a losanghe di mattoncini rossi, rifatta poi identica nel XX secolo.
L'essere preclusa al traffico cittadino, le ha permesso di dare al visitatore una immagine immobile del tempo.

Al centro della piazza si trova la fontana Contarini, costruita nel 1780.
Sulla piazza si affaccia il Caffè del Tasso, locale storico, adottato come base dai bergamaschi che decisero di seguire Giuseppe Garibaldi nella Spedizione dei Mille.

## Monumenti e luoghi d'interesse

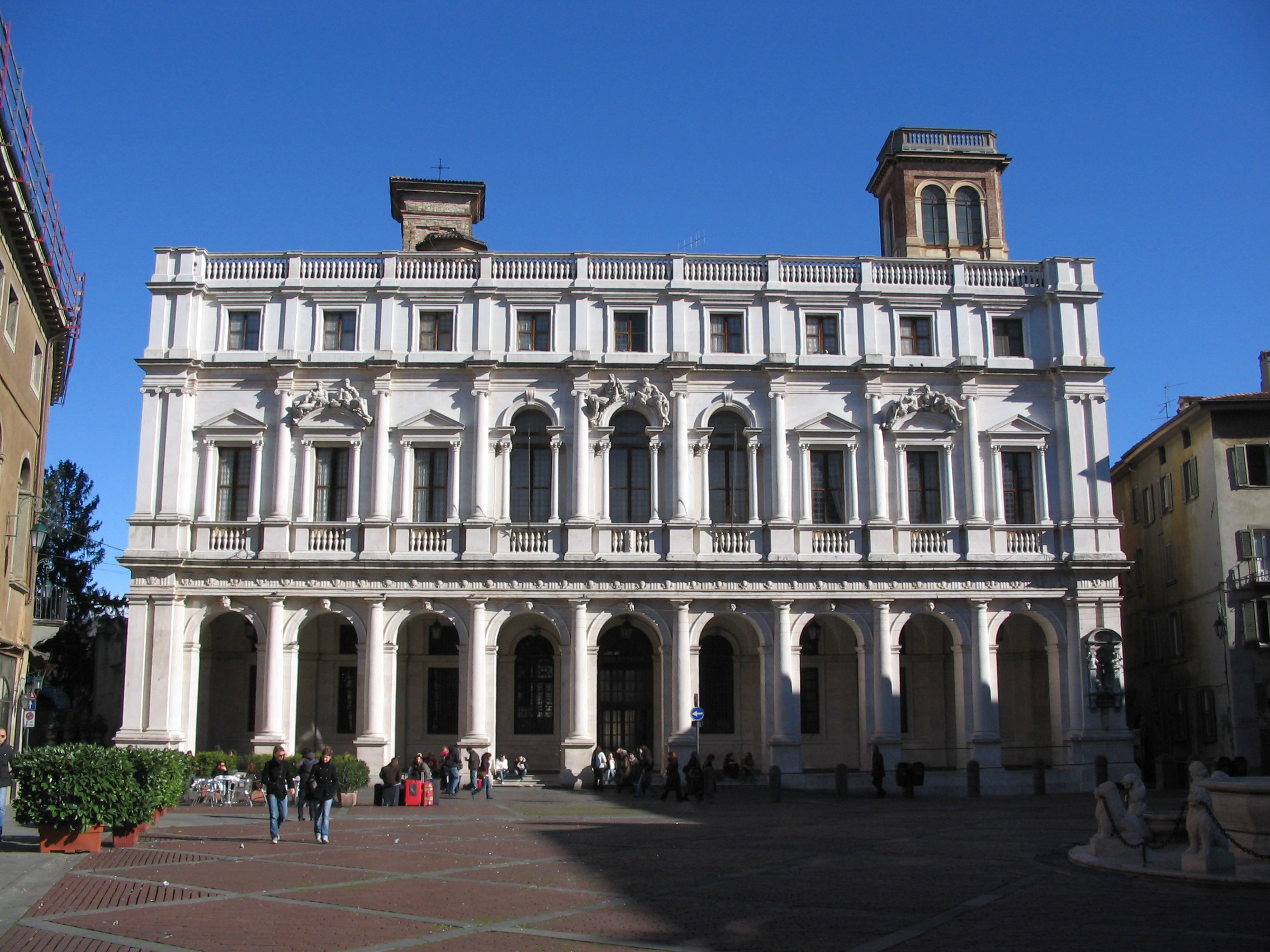
Biblioteca Angelo Mai

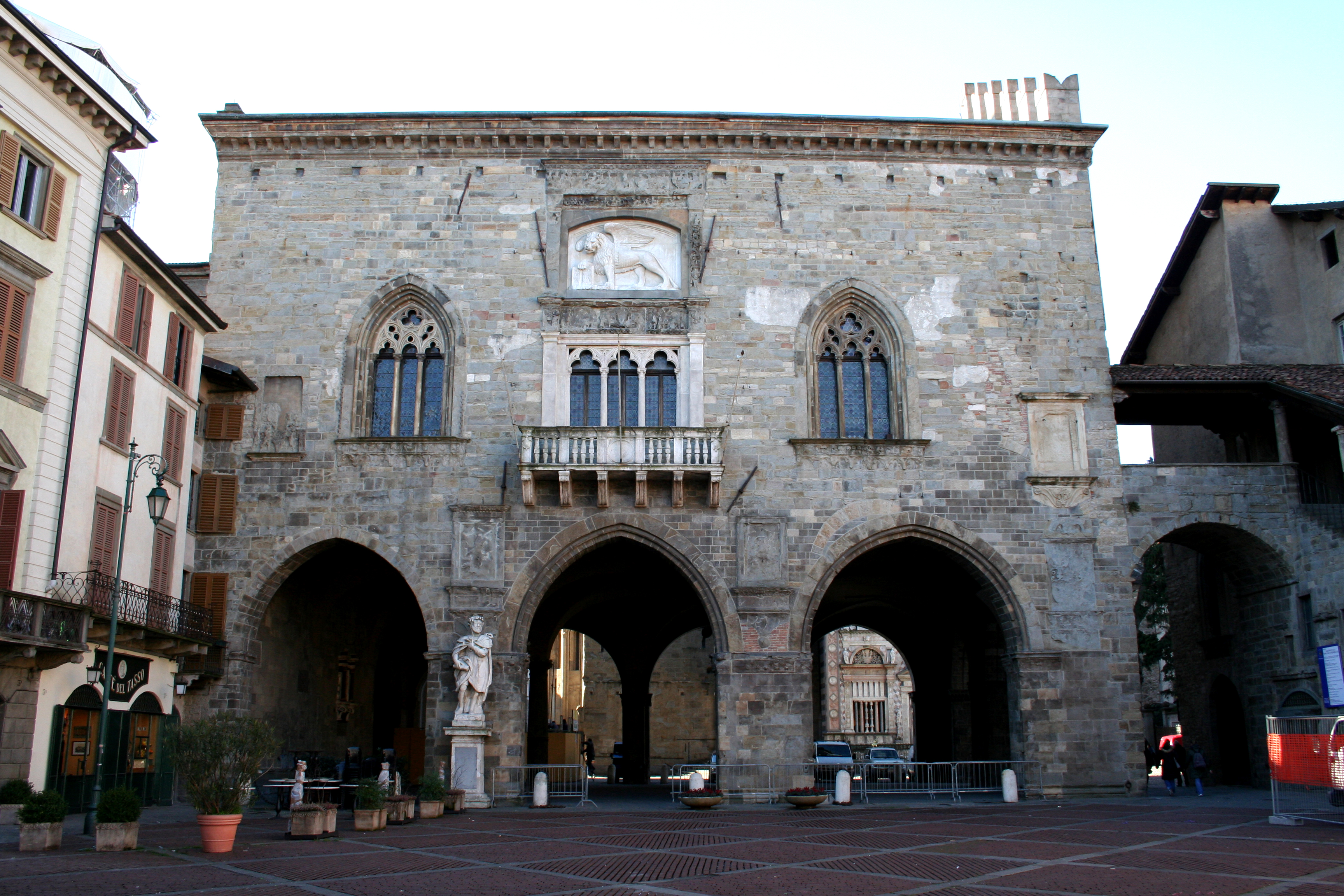
Palazzo della Ragione

### Palazzi
- Palazzo del Podestà
- Palazzo della Ragione

### Monumenti e musei
- Biblioteca civica Angelo Mai (Palazzo Nuovo di Bergamo)
- Museo dell'affresco

### Altro
- Chiesa di San Michele all'arco
- Fontana Contarini
- Caffè del Tasso
- Statua di Torquato Tasso

## La statua di Garibaldi

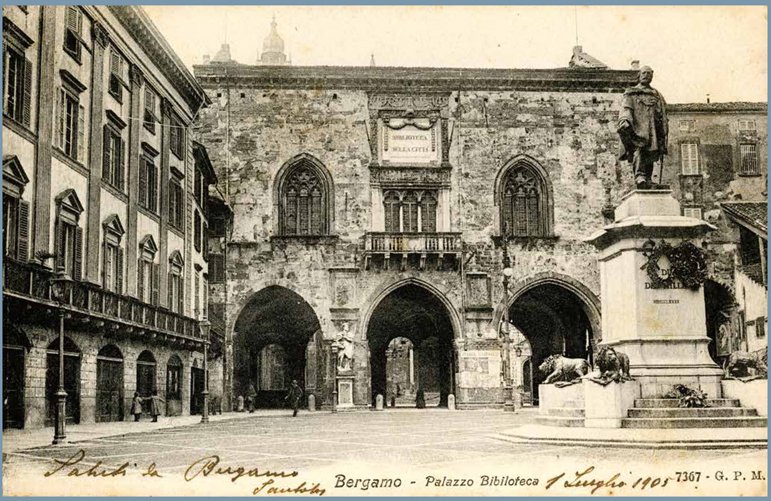
Statua di Garibaldi in Piazza Vecchia, circa 1900

Il 5 giugno 1882, a tre giorni dalla morte di Garibaldi, il consiglio comunale deliberò l'innalzamento di una statua a lui dedicata da posizionare sulla piazza, che dal 1861 era denominata piazza Garibaldi. Bergamo era conosciuta come la città che maggiormente aveva collaborato alla spedizione dei mille, dando un alto numero di garibaldini, e per questo motivo la notizia della morte del generale aveva creato un'onda di emozione nella città. 

La scelta ebbe però molti pareri contrari, sia dai cattolici bergamaschi, che da quelli che non ritenevano giusto spostare la fontana Contarini. La statua ebbe quindi poca vita sulla piazza venendo spostata nella parte bassa della città sulla piazza dedicata ai garibaldini: Rotonda dei Mille nel 1922.